# Мисс Чикаго
«Мисс Чикаго» (англ. The Sun, the Moon and One Star / Miró's Chicago, «Солнце, Луна и одна звезда») — скульптура Жоана Миро, сделанная в 1981 году из стали, проволочной сетки, бетона, бронзы и керамической плитки.

## Описание
В 1969 году корпорация Brunswick заказала Миро эту скульптуру, но прервала проект, подсчитав затраты. Бронзовая модель статуи того времени находится в коллекции Музея искусств Милуоки. В 1979 году первая женщина-мэр Чикаго, Джейн Бирн, согласилась изыскать средства для скульптуры при условии, что половина стоимости поступит из иных источников. После отклика ряда учреждений, фондов и частных лиц, строительство началось. Кроме того, Миро снизил стоимость, пожертвовав свой дизайн городу и включив имена жертвователей в описание скульптуры; в итоге от Чикаго поступило 250 тысяч долларов, а большая часть средств — от жертвователей.
Статуя расположена между административным зданием и Чикаго Темпл, в Чикаго Луп. Она была открыта 21 апреля 1981 года.